# Feodosia Morozova
Feodosia Morozova (em russo:  Феодосия Морозова) ou Feodosia Prokofievna Morozova (em russo:  Феодосия Прокофьевна Морозова) (nascida: Feodosia Prokofievna Sokovnina, em russo:  Феодосия Прокофьевна Соковнина; nome monástico: Teodora, 31 (21, no calendário juliano) de maio de 1632, Moscou, Czarado da Rússia - 12 (02, no calendário juliano) de novembro de 1675, Borovsk, Czarado da Rússia) foi uma boiarina equestre (em russo:  Дворовая боярыня) russa, ativista dos Velhos Crentes, uma associada do Arcipreste Avvakum. Por adesão à "velha fé" como resultado de um conflito com o Czar Alexei Mikhailoviche, ela foi presa, privada de suas propriedades e depois exilada em Borovsk e colocada em um poço de terra, no qual morreu de fome por ordem de o Czar. É reverenciada pelos Velhos Crentes como uma santa.

## Biografia
Filha do okolnichii (em russo:  Окольничий) Prokofii Fedoroviche Sokovnin. Muito provavelmente, ela era uma das cortesãs que acompanhavam a czarina. Aos 17 anos, se casou com Gleb Ivanoviche Morozov, um membro da família Morozov, parentes da família Romanov, um "sleeper" (em russo:  Спальник) do Czar e tio do Czarevich, proprietário da Vila de Ziuzino, perto de Moscou. O irmão de Gleb Ivanoviche, Boris Ivanoviche Morozov, dono de uma enorme fortuna, morreu sem filhos em 1662, deixando uma herança para Gleb Morozov (existe uma versão alternativa). Logo Gleb Ivanoviche também morre, e a fortuna combinada de ambos os irmãos vai nominalmente para o jovem filho de Gleb e Feodosia Morozov, Ivan Gleboviche.
De fato, a nobre Morozova gerenciou a herança de seu filho. Uma das muitas propriedades dos Morozovs, a Vila de Ziuzino, perto de Moscou, estava equipada com uma luxuosa mansão de estilo ocidental, uma das primeiras da Rússia. No palácio do czar, Feodosia ocupou a posição de boiarina equestre, era próxima do Czar Alexei Mikhailoviche. Segundo as memórias dos contemporâneos, “Trezentas pessoas a serviam em casa. Havia 8.000 camponeses; muitos amigos e parentes; ela andava em uma carruagem cara, decorada com mosaicos e prata, seis ou doze cavalos com correntes chocalhantes; uma centena de servos, escravos e escravas a seguiram, protegendo sua honra e saúde ”.

### Velhos crentes

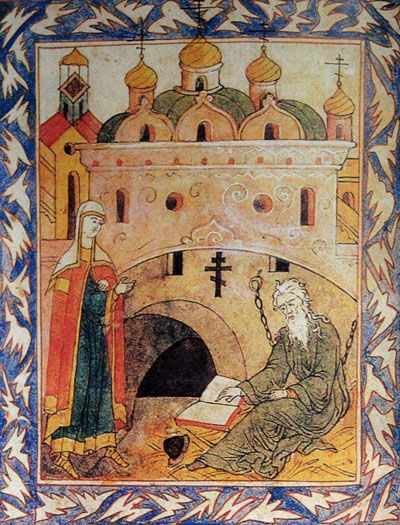
Boiarda Morozova visita Avvakum na prisão (miniatura do séc. XIX)

Boiarina Morozova foi um oponente das reformas do Patriarca Nikon e estava em estreito contato com o apologista da Velha Crença, protopapa Avvakum. Feodosia Morozova estava engajada em trabalhos de caridade e hospedou em sua casa andarilhos, mendigos e tolos santos. Viúva de trinta anos, ela "pacificou a carne", usando um vestido de saco. Entretanto, Avvakum reprovou a jovem viúva que ela não estava "pacificando" o suficiente sua carne, e escreveu a ela "Estúpida, insana, feia arranhe aqueles olhos com uma canoa como Mastridia" (exortando, seguindo o exemplo da Venerável Mastridia, a se livrar das tentações do amor, a arrancar seus olhos). Morozova fez suas orações em casa "de acordo com os ritos antigos", e sua casa em Moscou serviu de refúgio para os Antigos Crentes perseguidos pelas autoridades. Mas seu apoio aos Antigos Crentes, a julgar pelas cartas de Avvakum, não foi suficiente: "A esmola flui de você, como uma pequena gota do abismo do mar, e depois com uma reserva".
O acadêmico A. M. Panchenko, estudando as cartas de Morozova a Avvakum, escreve que elas não contêm especulações sobre a fé, e acredita que Feodosia "não é uma fanática sombria, mas uma dona de casa e mãe, ocupada com seu filho e assuntos domésticos".
O Czar Alexei Mikhailoviche, apoiando plenamente as reformas da Igreja, tentou influenciar a nobre mulher através de seus parentes e de sua comitiva, assim como selecionando e devolvendo propriedades de seu feudo. A alta posição do Czar e a intercessão da Czarina Maria Iliinichna impediram-na de tomar medidas decisivas. Feodosia Morozova esteve repetidamente presente na "Igreja do Novo Rito" para os cultos, que os Antigos Crentes consideravam como uma "pequena hipocrisia" forçada. Mas após a tonsura secreta como freira sob o nome de Teodora, realizada no final de dezembro de 1670, Morozova começou a deixar a Igreja e as ações seculares.
Sob o pretexto de doença em 22 de janeiro (1º de fevereiro no calendário gregoriano) de 1671 ela se recusou a participar do casamento do Czar Alexei Mihajloviche e Natalia Narishkina. A recusa causou a ira do Czar, que enviou a ela o boiardo Boris Ivanoviche Troekurov para persuadi-la a aceitar a reforma da Igreja, e mais tarde também o príncipe Piotr Semionovich Urusov, o marido de sua irmã Evdokia. Morozova respondeu a ambos com uma recusa resoluta.

### Prisão e morte
Na noite de 16 (26, no calendário gregoriano) de novembro de 1671, por ordem do Czar, o Arquimandrita do Mosteiro de Chudov, Joaquim (mais tarde Patriarca de Moscou) e o funcionário da Duma, Ilarion Ivanov, vieram à casa de Morozova. Eles interrogaram Teodora e sua irmã (para mostrar seu desprezo pelos que vieram, eles se deitaram na cama e responderam às perguntas deitadas). Após o interrogatório, as irmãs foram algemadas, mas deixadas em prisão domiciliar. Em 17 de novembro (27, no calendário gregoriano) ou 18 de novembro (28, no calendário gregoriano) de 1671, Teodora foi transferida para o Mosteiro Chudov, de onde, após interrogatórios, ela foi transportada para o pátio do Mosteiro das Cavernas de Pskov. No entanto, apesar de guardas rigorosos, Morozova continuou a manter contato com o mundo exterior, recebeu comida e roupas. Em conclusão, ela recebeu cartas do Arcipreste Avvakum e até pôde receber a comunhão de um dos sacerdotes fiéis à antiga fé. Pouco depois da prisão de Teodora, seu filho Ivan morreu. A propriedade de Morozova foi confiscada ao tesouro do Czar e seus dois irmãos foram exilados.
O Patriarca Pitirim pediu ao Czar pelas irmãs: “Aconselho-o a devolver àquela boiarina, a viúva de Marozov, à sua casa, e a dar-lhe uma centena de camponeses para sua casa, e a dar a princesa ao príncipe, para que seja mais decente. É um negócio de mulher; o que é que eles sabem!". Mas o Czar, chamando Morozov de “uma feroz extravagante”, respondeu ao patriarca que “ela me deu muito trabalho e inconveniência”, e sugeriu que ele próprio interrogasse a nobre. O Patriarca, na presença de autoridades espirituais e civis, falou com Teodora no Mosteiro de Chudov. Decidindo que ela estava doente (a nobre não queria ficar na frente do patriarca e todo o interrogatório dependia das mãos dos streltsi), ele tentou ungi-la com óleo consagrado, mas Teodora se opôs. A boiarda foi devolvida a prisão.
No final de 1674, a nobre Morozova, sua irmã Evdokia Urusova e sua associada, a esposa do coronel streltsi, Maria Danilova, foram levadas a Corte de Yamski, onde tentaram mudar sua lealdade aos Velhos Crentes por meio de tortura no cavalete. De acordo com a vida de Morozova, naquela época uma fogueira já estava pronta para queimá-la, mas Feodosia foi salva pela intercessão dos boiardos, indignados com a possibilidade de executar uma representante de uma das dezesseis famílias aristocráticas mais altas do Estado de Moscou. Além disso, a irmã do Czar Alexei Mikhailoviche, a Czarevna Irina Mikhailovna, intercedeu por Teodora.
Por ordem de Alexei Mikhailoviche, ela e sua irmã, a Princesa Urusova, foram exiladas para Borovsk, onde foram presas em uma prisão de terra na prisão da cidade de Borovski, e 14 de seus servos foram queimados em uma cabana de madeira por pertencerem a antiga fé no final de junho de 1675. Evdokia Urusova morreu em 11 de setembro (21, no calendário gregoriano) de 1675 de exaustão completa. Feodosia Morozova também morreu de fome e, tendo pedido ao carcereiro que lavasse sua túnica no rio antes de sua morte para morrer de túnica limpa, ela morreu em 02 (12, no calendário gregoriano) de novembro de  1675.

## Local de sepultamento

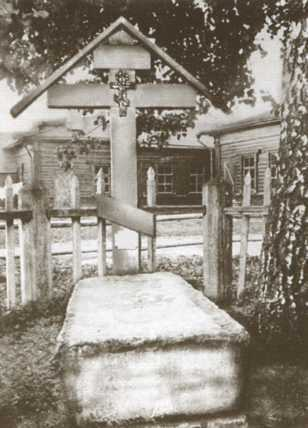
Túmulo de Feodosia Morozova e Evdokia Urusova, década de 1910.

Em 1682, Fedor e Alexei Sokovnin, irmãos de Feodosia e Evdokia, colocaram uma laje de pedra branca com a inscrição no local do enterro das irmãs:
Лета 7184 погребены в сем месте: сентября в 11 день боярина князя Петра Семеновича Урусова жена ево, княгиня Евдокея Прокофьевна; да ноября во 2 день боярина жена Морозова бояроня Феодосья Прокофьевна, а во иноцех инока схимница Феодора, а дщери окольничего Прокофья Федоровича Соковнина. А сию цку положили на сестрах своих родных боярин Феодор Прокофьевич, а окольничей Алексей Прокофьевич Соковнины.

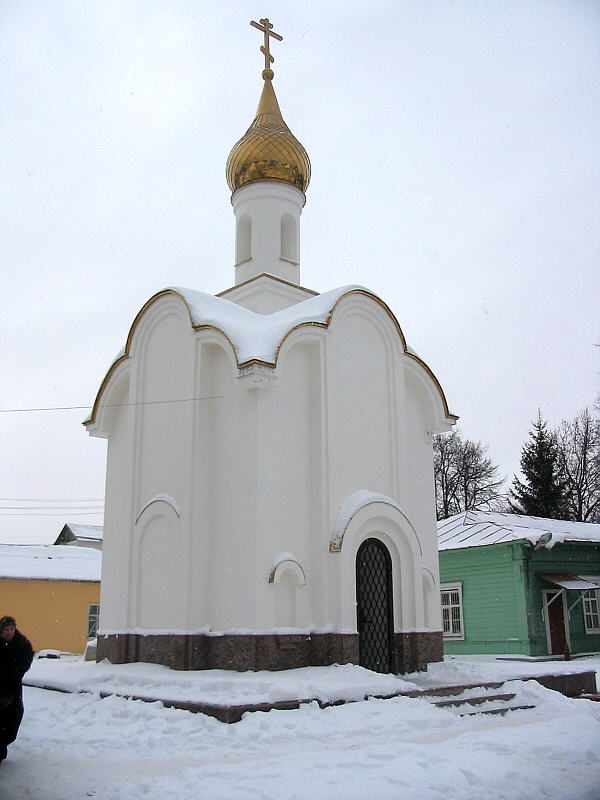
Capela - monumento em Borovsk no suposto local de detenção de Feodosia Morozova, Evdokia Urusova, Maria Danilova e outras vítimas.

A lápide no túmulo de Morozova e Urusova foi descrita pela primeira vez pelo historiógrafo P. M. Stroev em 1820. Este lugar era reverenciado pelos Velhos Crentes (os moradores de Borovka, segundo Stroev, curvavam-se ao chão enquanto passavam e prestavam serviços memoriais) e, após a concessão da liberdade de religião em 1905, a partir de 1906, as procissões começaram a ser feitas até o túmulo em 11 de setembro, o que causou insatisfação dos representantes da Igreja Sinodal.
Em 1912, o Conselho de Congressos de Velhos Crentes propôs ao Ministério de Assuntos Internos um pedido para estabelecer uma cruz no túmulo do Arcipreste Avvakum e uma capela no túmulo da nobre Morozova e da princesa Urusova. A polícia e o Sínodo não permitiram isso.
Em 18 de julho de 1936, foi realizada uma autópsia da sepultura, na qual foram encontrados os restos mortais de duas pessoas; nenhuma descrição das escavações foi preservada. O destino dos restos mortais de Morozova e Urusova também é desconhecido, se eles foram deixados na sepultura original ou transferidos para outro local. Mais tarde, no Kremlin de Borovski, onde se localizava o túmulo das irmãs, foi construído o prédio do comitê distrital do PCUS e, em 10 de março de 1960, a lápide foi levada ao Museu Borovski de História.
Em 1998, a administração municipal destinou um terreno para a construção de uma capela e, após a escolha de um projeto adequado, foi construída em 2002-2005. A lápide, devolvida pelo museu, foi colocada na parte subterrânea da capela.